# Hyphessobrycon nicolasi
Hyphessobrycon nicolasi är en fiskart som beskrevs av Miquelarena och López 2010. Hyphessobrycon nicolasi ingår i släktet Hyphessobrycon och familjen Characidae. Inga underarter finns listade i Catalogue of Life.